# Cheiracanthium excavatum
Cheiracanthium excavatum är en spindelart som beskrevs av William Joseph Rainbow 1920. Cheiracanthium excavatum ingår i släktet Cheiracanthium och familjen sporrspindlar. Inga underarter finns listade i Catalogue of Life.